# Oca de l'Índia
L'oca de l'Índiao oca de cap ratllat (Anser indicus) és una espècie d'ocell de la família dels anàtids (Anatidae) que habita marjals, estanys i altres zones humides de les muntanyes del Pamir, Kirguizstan, Altai, Mongòlia i nord de la Xina.